# 상명대학교 사범대학 부속초등학교
상명대학교 사범대학 부속초등학교(祥明大學校師範大學附屬初等學校)는 대한민국 서울특별시 종로구에 있는 사립 초등학교이다.
| 2020년 | - 03월 : 제 13대 고병준 교장 취임 |

| 2019년 | - 02월 : 제 51회 졸업식(졸업생 총 4697명) |
| 2018년 | - 05월 : 어깨동무 도서관, 영어도서관 개관 - 03월 : 제 12대 김계영 교장 취임                                                                                    |
| 2016년 | - 05월 : 개교 50주년 기념 행사 |
| 2013년 | - 05월 : 꿈터 정원 조경 |
| 2012년 | - 09월 : 제 10대 이화자 교장 취임(11대 연임) |
| 2008년 | - 02월 : 졸업생오케스트라(OSMO) 창단 |
| 2006년 | - 12월 : 개교 40주년 학예발표회(연대백주년기념관) |
| 2005년 | - 09월 : 제 8대 안진언 교장 취임(9대연임) |
| 2003년 | - 08월 : 1층 운동장 조경 |
| 1999년 | - 08월 : 미술실, 특별실 준공 |
| 1997년 | - 03월 : 오케스트라 창단 |
| 1996년 | - 09월 : 급식실 준공 - 03월 : 제 6대 하대용 교장 취임(7대 연임) - 03월 : 교명 변경(상명대학교사범대학부속초등학교)                                             |
| 1995년 | - 11월 : 제 1회 종합발표회(현 전교생 꿈·끼 발표회 음악선물) |
| 1990년 | - 05월 : 일본 도미사토 소학교와 자매결연 |
| 1987년 | - 03월 : 방송실(SMBC) 개관 - 03월 : 교명 변경(상명여자대학교사범대학부속국민학교)                                                                              |
| 1985년 | - 04월 : 컴퓨터실 개관 |
| 1983년 | - 10월 : 제 1회 피아노경연대회(현 음악경연대회) - 03월 : 교명 변경(상명여자대학부속국민학교)                                                                   |
| 1976년 | - 12월 : 12학급 편성(학년별 2학급) - 06월 : 제 3대 이은철 교장 취임(4,5대 연임)                                                                                |
| 1975년 | - 03월 : 제 2대 이영태 교장 취임 |
| 1974년 | - 05월 : 우주소년단(현 한국과학우주청소년단) 발대식 |
| 1971년 | - 12월 : 학교신문(현 교지 둥지) 발간 - 11월 : 신축공사 준공 이전(7층 21개 교실)                                                                                |
| 1969년 | - 05월 : 도서관 개관 - 02월 : 제 1회 졸업식(졸업생 51명) - 02월 : 교가 제정(작사 방정복, 작곡 이영태)                                                          |
| 1968년 | - 03월 : 10학급 편성(1~4학년 각 2학급, 5~6학년 각 1학급) |
| 1967년 | - 03월 : 8학급 편성(1~3학년 각 2학급, 4~5학년 각 1학급) |
| 1966년 | - 08월 : 신축교사 준공(4층 20교실) - 03월 : 개교(1,2학년 각 2학급), 초대 방정복 교장 취임 - 02월 : 상명여자사범대학부속국민학교 설립 인가(설립자: 배상명 박사) |

## 참고 자료
- 상명대학교 사범대학 부속초등학교 - 한국교육학술정보원 학교알리미